# Đại học Điện ảnh và Truyền hình quốc gia Saint Petersburg
Viện Điện ảnh và Truyền hình quốc gia Saint Petersburg (tiếng Nga: Санкт-Петербургский государственный институт кино и телевидения - viết tắt: СПбГИКиТ, tiếng Anh: Saint Petersburg State Institute of Film and Television) là một trường đại học công lập tọa lạc tại thành phố Saint Petersburg, Nga. Trường được thành lập vào năm 1918.

## Lịch sử
Được thành lập vào ngày 9 tháng 9 năm 1918, theo sắc lệnh của Hội đồng Dân ủy Nga Xô của Cộng hòa Xã hội chủ nghĩa Xô viết Liên bang Nga, đặt tại Petrograd với tên gọi là Viện Cao cấp Nhiếp ảnh và Phim ảnh.
Năm 1929, rạp chiếu phim có âm thanh đầu tiên ở Liên Xô được mở tại Leningrad. Năm 1930, Viện được chia thành Viện Kỹ thuật Điện ảnh Leningrad (viết tắt: LIKI - ЛИКИ - tiếng Nga: Ленинградский институт киноинженеров) và Trường Cao đẳng Điện ảnh.
Năm 1992, Viện được đổi tên thành Viện Điện ảnh và Truyền hình St. Petersburg (viết tắt: SPIKiT), và từ năm 1998 được trao tặng quy chế đại học với tên gọi là Đại học Điện ảnh và Truyền hình Quốc gia St. Petersburg.

## Học viên nổi bật
- Iosif Kheifits - đạo diễn điện ảnh
- Andrei Kravchuk  - đạo diễn điện ảnh
- Công Ninh - diễn viên, đạo diễn
- Bành Bắc Hải - Kỹ sư, đạo diễn âm thanh